# Nordiske Tonebilleder
Nordiske Tonebilleder is een vroege compositie van Niels Gade. Gade schreef zat werkjes voor piano solo, maar voor quatre mains schreef hij er veel minder. De Nordiske Tonebilleder uit 1842 is zo’n werkje voor piano vierhandig en bestaat uit drie deeltjes:
1. Allegro risoluto in F majeur
2. Allegretto quasi andantino in a mineur
3. Allegro commodo in F majeur